# Elitloppet 2018
Elitloppet 2018 var den 67:e upplagan av Elitloppet, som gick av stapeln söndagen den 27 maj 2018 på Solvalla i Stockholm.
Loppet målades på förhand upp som ett "revanschens år" för den franska hästen Bold Eagle, som hade imponerat stort under kvalheatet föregående år, men inte räckt till i finalen. Tyvärr så försvann dennes chanser redan i årets kvalheat, då kvalheatet försenades med 15 minuter. Hästen stressade upp sig i väntan på start och galopperade kort efter att startbilen släppt fältet. Även Rajesh Face och Maori Time galopperade i detta kvalheat. Kretsen kring Bold Eagle aviserade att de inte kommer att komma tillbaka till Solvalla efter startfiaskot.
Finalen vanns av den italienskägda hästen Ringostarr Treb, körd av Wilhelm Paal och tränad av Jerry Riordan vid Halmstadtravet.
Under dagen hyllades även Nuncio för sin framgångsrika tävlingskarriär. Vid hyllningen närvarade Nuncio själv, tränare och ägare Stefan Melander, skötare Catarina Lundström och Nuncios två kuskar John Campbell och Örjan Kihlström.
Propulsion blev mycket uppmärksammad efter Elitloppet 2020, där han skar mållinjen som etta. Några dagar efter loppet meddelade den norska facktidningen Trav og Galopp-nytt att Propulsion, enligt uppgifter skulle vara nervsnittad i sina hovar. I oktober 2020 framkom det att Propulsion inte varit startberättigad i Sverige, då han nervsnittats innan han importerades till Sverige 2015. Det innebar att Propulsions 45 starter i Sverige ogiltigförklarades, resultatlistorna korrigerades och prispengarna återkrävs, däribland andraplatsen i Elitloppet 2018.

## Upplägg och genomförande
Elitloppet är ett inbjudningslopp och varje år bjuds 16 hästar som utmärkt sig in till Elitloppet. Hästarna lottas in i två kvalheat, och de fyra bästa i varje försök går vidare till finalen som sker 2–3 timmar senare samma dag. Desto bättre placering i kvalheatet, desto tidigare får hästens tränare välja startspår inför finalen. Samtliga tre lopp travas sedan 1965 över sprinterdistansen 1 609 meter (engelska milen) med autostart (bilstart). Förstapris i finalen är 3 miljoner kronor, och 250 000 kronor i respektive kvalheat.

### Nyheter inför 2018 års upplaga
Nytt för Elitloppet 2018 är att en kusk endast får köra en häst i ett kvalheat. Tidigare har samma kusk kunnat köra i båda försöken för att sedan välja häst i finalen. Samma kusk ska köra hästen i både försök och final. Ägare, tränare, skötare och uppfödare kan fortfarande ha fler deltagare.
För Elitloppet, som är huvudloppet under Elitloppshelgen, breddas finalens prisskala så att alla åtta deltagare får pris. Tidigare har vinnaren fått 3 miljoner kronor. Plats sex till åtta har varit oplacerade. Förstapriset blir oförändrat men för alla därefter blir det en rejäl höjning. Den nya prisskalan är: 3 000 000 – 1 500 000 – 750 000 – 375 000 – 175 000 – 100 000 – 60 000 – 40 000 kronor.

### Andra lopp under Elitloppshelgen
Under Elitloppshelgen så körs det även V75-finaler, och V75-spel både lördag och söndag. Andra stora lopp under helgen är Harper Hanovers Lopp, Sweden Cup, Speedrace, Elitkampen, Fyraåringseliten, Treåringseliten, Fyraåringseliten för ston, Lady Snärts Lopp, Lärlingseliten och Montéeliten.

### Hyllning av Nuncio
Solvallaprofilen och den tidigare Elitloppsvinnaren Nuncio, som avslutade sin tävlingskarriär i december 2017, hyllades inför Elitloppet den 27 maj 2018 av publiken på Solvalla. Vid hyllningen närvarade Nuncio själv, hans tränare och ägare Stefan Melander, skötare Catarina Lundström och Nuncios två kuskar John Campbell och Örjan Kihlström.

## Inbjudna hästar
| #  | Häst            | Kusk               | Tränare             | Land          | Notering |
| -- | --------------- | ------------------ | ------------------- | ------------- | --- |
| 1  | Uza Josselyn    | Erik Adielsson     | René Aebischer      | Schweiz       | Andra hästen att bjudas in till loppet. Bjöds in efter segern i Prix du Plateau de Gravelle den 3 mars.          |
| 2  | Bold Eagle      | Franck Nivard      | Sébastien Guarato   | Frankrike     | Tredje hästen att bjudas in till loppet. Bjöds in efter segern i Grand Critérium de Vitesse den 11 mars.         |
| 3  | Propulsion      | Örjan Kihlström    | Daniel Redén        | Sverige       | Fjärde hästen att bjudas in till loppet. Bjöds in den 8 april.                                                   |
| 4  | Maori Time      | Todd McCarthy      | Brent Lilley        | Australien    | Femte hästen att bjudas in till loppet. Bjöds in den 16 april.                                                   |
| 5  | Ringostarr Treb | Wilhelm Paal       | Jerry Riordan       | Italien       | Sjätte hästen att bjudas in till loppet. Bjöds in efter segern i Olympiatravet den 28 april.                     |
| 6  | Pastore Bob     | Johan Untersteiner | Johan Untersteiner  | Sverige       | Åttonde hästen att bjudas in till loppet. Bjöds in efter segern i Finlandialoppet den 5 maj.                     |
| 7  | Nadal Broline   | Ulf Ohlsson        | Reijo Liljendahl    | Finland       | Nionde hästen att bjudas in till loppet. Bjöds in efter segern i Algot Scotts Minne den 12 maj.                  |
| 8  | Volstead        | Stefan Melander    | Stefan Melander     | Sverige       | Elfte hästen att bjudas in till loppet. Bjöds in den 14 maj.                                                     |
| 9  | Dreammoko       | Björn Goop         | Richard Westerink   | Nederländerna | Tolfte hästen att bjudas in till loppet. Bjöds in den 15 maj.                                                    |
| 10 | Takethem        | Steen Juul         | Steen Juul          | Danmark       | Trettonde hästen att bjudas in till loppet. Bjöds in den 15 maj.                                                 |
| 11 | Orlando Jet     | Rudolf Haller      | Rudolf Haller       | Österrike     | Fjortonde hästen att bjudas in till loppet. Bjöds in den 16 maj.                                                 |
| 12 | Amiral Sacha    | Gabriele Gelormini | Florent Lamare      | Frankrike     | Femtonde hästen att bjudas in till loppet. Bjöds in den 16 maj efter tredjeplatsen i Prix des Ducs de Normandie. |
| 13 | Lionel N.O.     | Göran Antonsen     | Daniel Redén        | Norge         | Sextonde hästen att bjudas in till loppet. Bjöds in den 16 maj.                                                  |
| 14 | Up And Quick    | Jorma Kontio       | Antoine Lhérété     | Frankrike     | Sjuttonde hästen att bjudas in till loppet. Bjöds in den 17 maj.                                                 |
| 15 | Cokstile        | Lars Anvar Kolle   | Jan Kristian Waaler | Norge         | Nittonde hästen att bjudas in till loppet. Bjöds in den 20 maj.                                                  |
| 16 | Rajesh Face     | Lutfi Kolgjini     | Lutfi Kolgjini      | Sverige       | Tjugonde hästen att bjudas in till loppet. Bjöds in den 20 maj.                                                  |

### Inbjudna hästar som tackat nej
| Häst           | Tränare            | Land    | Notering |
| -------------- | ------------------ | ------- | --- |
| Readly Express | Timo Nurmos        | Sverige | Första hästen att bjudas in till loppet. Bjöds in i samband med firandet på Solvalla den 30 januari efter segern i 2018 års upplaga av Prix d'Amérique. Tackade sedan nej till att delta i Elitloppet. |
| Urlo dei Venti | Gennaro Casillo    | Italien | Sjunde hästen att bjudas in till loppet. Bjöds in efter segern i Gran Premio Lotteria den 1 maj. Tackade sedan nej till att delta i Elitloppet.                                                        |
| Cyber Lane     | Johan Untersteiner | Sverige | Tionde hästen att bjudas in till loppet. Bjöds in efter segern i Copenhagen Cup den 13 maj. Tackade sedan nej till att delta i Elitloppet.                                                             |
| Heavy Sound    | Daniel Redén       | Sverige | Artonde hästen att bjudas in till loppet. Bjöds in efter segern i H.K.H. Prins Daniels Lopp den 19 maj, men tackade nej till platsen direkt efter loppet.                                              |

## Spårlottning

### Kvalheat 1[39]
| S | Häst         | Kusk            | Tränare           | Land          |
| - | ------------ | --------------- | ----------------- | ------------- |
| 1 | Dreammoko    | Björn Goop      | Richard Westerink | Nederländerna |
| 2 | Rajesh Face  | Lutfi Kolgjini  | Lutfi Kolgjini    | Sverige       |
| 3 | Lionel N.O.  | Göran Antonsen  | Daniel Redén      | Norge         |
| 4 | Volstead     | Stefan Melander | Stefan Melander   | Sverige       |
| 5 | Bold Eagle   | Franck Nivard   | Sébastien Guarato | Frankrike     |
| 6 | Maori Time   | Todd McCarthy   | Brent Lilley      | Australien    |
| 7 | Takethem     | Steen Juul      | Steen Juul        | Danmark       |
| 8 | Up And Quick | Jorma Kontio    | Antoine Lhérété   | Frankrike     |

### Kvalheat 2[40]
| S | Häst            | Kusk               | Tränare             | Land      |
| - | --------------- | ------------------ | ------------------- | --------- |
| 1 | Ringostarr Treb | Wilhelm Paal       | Jerry Riordan       | Italien   |
| 2 | Cokstile        | Lars Anvar Kolle   | Jan Kristian Waaler | Norge     |
| 3 | Orlando Jet     | Rudolf Haller      | Rudolf Haller       | Österrike |
| 4 | Propulsion      | Örjan Kihlström    | Daniel Redén        | Sverige   |
| 5 | Nadal Broline   | Ulf Ohlsson        | Reijo Liljendahl    | Finland   |
| 6 | Pastore Bob     | Johan Untersteiner | Johan Untersteiner  | Sverige   |
| 7 | Uza Josselyn    | Erik Adielsson     | René Aebischer      | Schweiz   |
| 8 | Amiral Sacha    | Gabriele Gelormini | Florent Lamare      | Frankrike |

## Resultat

### Kvalheat 1[41]
| P   | S | Häst         | Kusk            | Tränare           | Land          | Odds  | Tid     |
| --- | - | ------------ | --------------- | ----------------- | ------------- | ----- | ------- |
| 1   | 3 | Lionel N.O.  | Göran Antonsen  | Daniel Redén      | Norge         | 12,39 | 1.09,7  |
| 2   | 1 | Dreammoko    | Björn Goop      | Richard Westerink | Nederländerna | 8,53  | 1.09,9  |
| 3   | 8 | Up And Quick | Jorma Kontio    | Antoine Lhérété   | Frankrike     | 25,35 | 1.09,9  |
| 4   | 7 | Takethem     | Steen Juul      | Steen Juul        | Danmark       | 25,90 | 1.10,1  |
| 0   | 4 | Volstead     | Stefan Melander | Stefan Melander   | Sverige       | 4,00  | 1.10,2  |
| 0   | 6 | Maori Time   | Todd McCarthy   | Brent Lilley      | Australien    | 29,32 | 1.12,8g |
| d   | 2 | Rajesh Face  | Lutfi Kolgjini  | Lutfi Kolgjini    | Sverige       | 8,70  | 6g      |
| utg | 5 | Bold Eagle   | Franck Nivard   | Sébastien Guarato | Frankrike     | 1,73  | ug      |

### Kvalheat 2[42]
| P | S | Häst            | Kusk               | Tränare             | Land      | Odds  | Tid    |
| - | - | --------------- | ------------------ | ------------------- | --------- | ----- | ------ |
| 1 | 1 | Ringostarr Treb | Wilhelm Paal       | Jerry Riordan       | Italien   | 1,79  | 1.10,8 |
| 2 | 5 | Nadal Broline   | Ulf Ohlsson        | Reijo Liljendahl    | Finland   | 12,56 | 1.10,9 |
| 3 | 6 | Pastore Bob     | Johan Untersteiner | Johan Untersteiner  | Sverige   | 22,47 | 1.11,0 |
| 4 | 7 | Uza Josselyn    | Erik Adielsson     | René Aebischer      | Schweiz   | 16,20 | 1.11,0 |
| 0 | 8 | Amiral Sacha    | Gabriele Gelormini | Florent Lamare      | Frankrike | 34,45 | 1.11,2 |
| 0 | 2 | Cokstile        | Lars Anvar Kolle   | Jan Kristian Waaler | Norge     | 31,39 | 1.11,8 |
| 0 | 3 | Orlando Jet     | Rudolf Haller      | Rudolf Haller       | Österrike | 30,63 | 1.14,2 |
| d | 4 | Propulsion1     | Örjan Kihlström    | Daniel Redén        | Sverige   | 2,42  | frd2a  |

1 Propulsion slutade på andraplats i kvalheatet, och kvalificerade sig till final. Tabellen visar resultatet efter diskvalificering

### Finalheat[43]
| P | S | Häst            | Kusk               | Tränare            | Land          | Odds  | Tid    |
| - | - | --------------- | ------------------ | ------------------ | ------------- | ----- | ------ |
| 1 | 1 | Ringostarr Treb | Wilhelm Paal       | Jerry Riordan      | Italien       | 3,47  | 1.09,0 |
| 2 | 5 | Nadal Broline   | Ulf Ohlsson        | Reijo Liljendahl   | Finland       | 10,71 | 1.09,4 |
| 3 | 4 | Dreammoko       | Björn Goop         | Richard Westerink  | Nederländerna | 15,26 | 1.09,4 |
| 4 | 2 | Lionel N.O.     | Göran Antonsen     | Daniel Redén       | Norge         | 6,26  | 1.09,5 |
| 5 | 6 | Up And Quick    | Jorma Kontio       | Antoine Lhérété    | Frankrike     | 21,93 | 1.09,6 |
| 6 | 8 | Takethem        | Steen Juul         | Steen Juul         | Danmark       | 49,28 | 1.09,7 |
| 7 | 7 | Pastore Bob     | Johan Untersteiner | Johan Untersteiner | Sverige       | 25,25 | 1.10,9 |
| d | 3 | Propulsion2     | Örjan Kihlström    | Daniel Redén       | Sverige       | 1,85  | frd2a  |

2 Propulsion slutade på andraplats i finalheatet. Tabellen visar resultatet efter diskvalificering.